# Nitrianske Hrnčiarovce
Nitrianske Hrnčiarovce é um município da Eslováquia, situado no distrito de Nitra, na região de Nitra. Tem 9,95 km² de área e sua população em 2018 foi estimada em 2.089 habitantes.

## Demografia
| Ano:        | 1994 | 2004    | 2014   | 2024    |
| ----------- | ---- | ------- | ------ | ------- |
| Broj ljudi: | 1578 | 1818    | 1995   | 2412    |
| Razlika:    |      | +15,20% | +9,73% | +20,90% |

| Ano:               | 2023 | 2024   |
| ------------------ | ---- | ------ |
| Número de pessoas: | 2393 | 2412   |
| Diferença:         |      | +0,79% |